# Diplodia
Diplodia is een geslacht van schimmels behorend tot de familie Botryosphaeriaceae. De typesoort is Diplodia mutila.

## Soorten
Volgens Index Fungorum telt het geslacht 798 soorten (peildatum januari 2022):
| Soortnaam                       | Auteur(s)                                             | Publicatiejaar |
| ------------------------------- | ----------------------------------------------------- | -------------- |
| Diplodia abrotani               | Fuckel                                                | 1870           |
| Diplodia abutilonis             | S. Ahmad                                              | 1967           |
| Diplodia acaciae                | Penz. & Sacc.                                         | 1884           |
| Diplodia acaciae                | Tilak & Rokde                                         | 1964           |
| Diplodia acaciarum              | Hansf.                                                | 1956           |
| Diplodia acanthophylli          | Kalymb.                                               | 1968           |
| Diplodia acericola              | Tehon & G.L. Stout                                    | 1929           |
| Diplodia acerina                | Cooke & Massee                                        | 1890           |
| Diplodia aceris                 | Fuckel                                                | 1870           |
| Diplodia acicola                | Ces.                                                  | 1881           |
| Diplodia aconiti                | Brunaud                                               | 1882           |
| Diplodia acori                  | Tsukam. & Katsuki                                     | 1959           |
| Diplodia actinonema             | (Schulzer) Sacc. & Traverso                           | 1910           |
| Diplodia adenocarpi             | Gonz. Frag.                                           | 1914           |
| Diplodia adhatodae              | S. Ahmad                                              | 1967           |
| Diplodia adolinensis            | F. Stevens & Celino                                   | 1931           |
| Diplodia aesculi                | Lév.                                                  | 1846           |
| Diplodia africana               | Damm & Crous                                          | 2008           |
| Diplodia afrocarpi              | W. Zhang & Crous                                      | 2021           |
| Diplodia agni-casti             | Pass.                                                 | 1885           |
| Diplodia agrifoliae             | S.C. Lynch & Eskalen                                  | 2013           |
| Diplodia agrostidis             | Sacc.                                                 | 1906           |
| Diplodia ailanthina             | Speg.                                                 | 1879           |
| Diplodia akebiae                | Fairm.                                                | 1913           |
| Diplodia alanphillipsii         | Abdollahz. & A. Javadi                                | 2021           |
| Diplodia alatafructa            | Mehl & Slippers                                       | 2011           |
| Diplodia alaterni               | Grognot                                               | 1879           |
| Diplodia albotecta              | Sacc.                                                 | 1917           |
| Diplodia albozonata             | Durieu & Mont.                                        | 1849           |
| Diplodia alhagi                 | S. Ahmad                                              | 1967           |
| Diplodia allocellula            | Jami, Gryzenh., Slippers & M.J. Wingf.                | 2012           |
| Diplodia alni                   | Fuckel                                                | 1870           |
| Diplodia alni-rubrae            | Peck                                                  | 1911           |
| Diplodia aloysiae               | Tassi                                                 | 1899           |
| Diplodia althaeae               | Speg.                                                 | 1879           |
| Diplodia amelanchieris          | Sacc.                                                 | 1879           |
| Diplodia ammodendri             | Nasȳrov                                               | 1972           |
| Diplodia ampelina               | Cooke                                                 | 1874           |
| Diplodia ampelodesmi            | Maire                                                 | 1905           |
| Diplodia ampelopidis            | Allesch.                                              | 1892           |
| Diplodia ampelopsidis           | Brunaud                                               | 1887           |
| Diplodia amphisphaerioides      | Pass.                                                 | 1891           |
| Diplodia amygdali               | Cooke & Harkn.                                        | 1884           |
| Diplodia andamensis             | Cooke                                                 | 1879           |
| Diplodia andicola               | Speg.                                                 | 1880           |
| Diplodia andrachnes             | S. Ahmad                                              | 1967           |
| Diplodia androsaemi             | Sacc.                                                 | 1881           |
| Diplodia annonae                | Sacc.                                                 | 1881           |
| Diplodia anomala                | Mont.                                                 | 1842           |
| Diplodia antiqua                | Pass.                                                 | 1888           |
| Diplodia aparines               | Briard                                                | 1890           |
| Diplodia aparines               | Pass.                                                 | 1890           |
| Diplodia apiosporioides         | Tassi                                                 | 1900           |
| Diplodia arachidis              | Petch                                                 | 1906           |
| Diplodia arachnoidea            | Ces.                                                  | 1852           |
| Diplodia araucariae             | (Penz.) Mussat                                        | 1901           |
| Diplodia araucariae             | (Penz. & Sacc.) Mussat                                | 1901           |
| Diplodia arctii                 | Cherepanov                                            | 1951           |
| Diplodia arecina                | Sacc.                                                 | 1917           |
| Diplodia arengae                | R.H. Perera, Wanas. & K.D.Hyde                        | 2018           |
| Diplodia argentina              | Speg.                                                 | 1880           |
| Diplodia argyreiae              | Chipl.                                                | 1970           |
| Diplodia aristolochiae          | Bres. & Krieg.                                        | 1897           |
| Diplodia aristolochiae-siphonis | Vestergr.                                             | 1897           |
| Diplodia arthrophylli           | Penz. & Sacc.                                         | 1902           |
| Diplodia artocarpi              | Sacc.                                                 | 1913           |
| Diplodia artocarpina            | Sacc.                                                 | 1914           |
| Diplodia arundinacea            | Durieu & Mont.                                        | 1849           |
| Diplodia asclepiadea            | Cooke & Ellis                                         | 1878           |
| Diplodia ascochytoides          | Sacc.                                                 | 1880           |
| Diplodia asparagi               | Brunaud                                               | 1888           |
| Diplodia asparagi               | House                                                 | 1920           |
| Diplodia assumptionis           | Speg.                                                 | 1922           |
| Diplodia astragali              | Golovin                                               | 1950           |
| Diplodia astrocaryi             | Henn.                                                 | 1908           |
| Diplodia astrodauci             | L.A. Kantsch.                                         | 1928           |
| Diplodia atlantica              | Rieuf                                                 | 1962           |
| Diplodia atra                   | Mont.                                                 | 1845           |
| Diplodia atra                   | Tassi                                                 | 1897           |
| Diplodia atramentaria           | Cooke & Ellis                                         | 1877           |
| Diplodia atrata                 | (Desm.) Sacc.                                         | 1878           |
| Diplodia atrobrunnea            | Wehm.                                                 | 1964           |
| Diplodia atrocoerulea           | Ellis & Everh.                                        | 1902           |
| Diplodia atropae                | Siemaszko                                             | 1919           |
| Diplodia aucubicola             | Sacc.                                                 | 1875           |
| Diplodia auerswaldii            | Bäumler                                               | 1902           |
| Diplodia australiae             | Speg.                                                 | 1880           |
| Diplodia baccharidicola         | Viégas                                                | 1945           |
| Diplodia baccharidis            | Hollós                                                | 1907           |
| Diplodia bacchi                 | Pass. & Thüm.                                         | 1879           |
| Diplodia bambusae               | Ellis & Langl.                                        | 1890           |
| Diplodia bambusina              | Died.                                                 | 1916           |
| Diplodia bauhiniae              | Died.                                                 | 1916           |
| Diplodia benzoina               | Sacc.                                                 | 1916           |
| Diplodia berberidis             | Sacc.                                                 | 1908           |
| Diplodia berberidis             | Rota-Rossi                                            | 1914           |
| Diplodia berkeleyi              | Keissl.                                               | 1922           |
| Diplodia bessimyanii            | Lind                                                  | 1921           |
| Diplodia betae                  | Potebnia                                              | 1910           |
| Diplodia betulae                | Westend.                                              | 1857           |
| Diplodia bignoniae              | Tassi                                                 | 1896           |
| Diplodia biparasitica           | Höhn.                                                 | 1915           |
| Diplodia boldoae                | Speg.                                                 | 1910           |
| Diplodia bombacina              | S. Ahmad                                              | 1951           |
| Diplodia borealis               | Lind                                                  | 1934           |
| Diplodia bougainvilleae         | Sousa da Câmara                                       | 1951           |
| Diplodia brachypodii            | Syd.                                                  |                |
| Diplodia brassicae              | Gonz. Frag.                                           | 1924           |
| Diplodia bresadolae             | Tassi                                                 | 1896           |
| Diplodia briardii               | Sacc.                                                 | 1892           |
| Diplodia broussonetiae          | Sacc.                                                 | 1890           |
| Diplodia buddlejae              | Pat.                                                  | 1893           |
| Diplodia bulbicola              | Henn.                                                 | 1905           |
| Diplodia bulgarica              | A.J.L. Phillips, J. Lopes & Bobev                     | 2012           |
| Diplodia bumeliae               | Tassi                                                 | 1896           |
| Diplodia buteae                 | S. Ahmad                                              | 1964           |
| Diplodia butleri                | Syd. & P. Syd.                                        | 1916           |
| Diplodia buxella                | Sacc.                                                 | 1881           |
| Diplodia buxi                   | Fr.                                                   | 1849           |
| Diplodia buxicola               | Sacc.                                                 | 1879           |
| Diplodia caerulescens           | Pass.                                                 | 1888           |
| Diplodia caespitosa             | Berk. & Broome                                        | 1850           |
| Diplodia caffra                 | Matsush.                                              | 1996           |
| Diplodia cajani                 | Raych.                                                | 1942           |
| Diplodia calamagrostidis        | Dearn.                                                | 1923           |
| Diplodia calamicola             | Henn.                                                 | 1903           |
| Diplodia calaminthae            | Politis                                               | 1940           |
| Diplodia calecutiana            | Tassi                                                 | 1897           |
| Diplodia calotropidis           | S. Ahmad                                              | 1962           |
| Diplodia calycotomes-villosae   | Politis                                               | 1949           |
| Diplodia camelliae              | Berl.                                                 | 1892           |
| Diplodia camelliae              | Henn.                                                 | 1902           |
| Diplodia camelliaecola          | Brunaud                                               | 1889           |
| Diplodia camphorae              | Tassi                                                 | 1896           |
| Diplodia capparis               | Koshk. & Frolov                                       | 1973           |
| Diplodia caraganae              | Schnabl                                               | 1892           |
| Diplodia caricina               | Sacc.                                                 | 1878           |
| Diplodia carissae               | S. Ahmad                                              | 1967           |
| Diplodia carpini                | Sacc.                                                 | 1881           |
| Diplodia carpinicola            | Politis                                               | 1949           |
| Diplodia carpogena              | Pass.                                                 | 1891           |
| Diplodia caryigena              | Ellis & Everh.                                        | 1894           |
| Diplodia cassiae-multijugae     | Henn.                                                 | 1908           |
| Diplodia cassinopsidis          | Kalchbr. & Cooke                                      | 1880           |
| Diplodia castaneae              | Sacc.                                                 | 1878           |
| Diplodia catalpae               | Speg.                                                 | 1879           |
| Diplodia catappae               | Cooke                                                 | 1876           |
| Diplodia catechu                | Syd., P. Syd. & E.J. Butler                           | 1916           |
| Diplodia cathartocarpi          | Berk. & Broome                                        | 1873           |
| Diplodia cattleyae              | Verpl.                                                |                |
| Diplodia caucasici              | Gucevič                                               | 1960           |
| Diplodia caulicola              | Fuckel                                                | 1864           |
| Diplodia cavanillesiana         | Gonz. Frag.                                           | 1917           |
| Diplodia ceanothi               | Ellis & Barthol.                                      | 1897           |
| Diplodia ceanothi               | C. Moreau                                             | 1946           |
| Diplodia cedrelae               | S. Ahmad & Arshad                                     | 1972           |
| Diplodia celastri               | Cooke                                                 | 1880           |
| Diplodia celottiana             | Sacc.                                                 | 1912           |
| Diplodia celtidis               | Roum.                                                 | 1879           |
| Diplodia cerasorum              | Fuckel                                                | 1870           |
| Diplodia ceratocarpi            | Golovin                                               | 1950           |
| Diplodia ceratoniae             | Tassi                                                 | 1902           |
| Diplodia ceratoniae             | Politis                                               | 1935           |
| Diplodia cercidis               | Ellis & Everh.                                        | 1894           |
| Diplodia cercidis-chinensis     | Togashi & Tsukam.                                     | 1953           |
| Diplodia cerei-triangularis     | Speg.                                                 | 1910           |
| Diplodia chaetomioides          | Ces.                                                  | 1854           |
| Diplodia chenopodii             | Czerepan.                                             | 1951           |
| Diplodia chimonanthi            | Sacc.                                                 | 1881           |
| Diplodia chionanthi             | Cooke & Ellis                                         | 1877           |
| Diplodia chrysanthemella        | Ikata                                                 | 1933           |
| Diplodia chrysanthemi           | Tassi                                                 | 1896           |
| Diplodia ciceris                | Schwarzman                                            | 1968           |
| Diplodia cinchonae              | Koord.                                                | 1907           |
| Diplodia cincta                 | Fuckel                                                | 1870           |
| Diplodia cinnamomi              | Sousa da Câmara                                       | 1932           |
| Diplodia cirsii-igniarii        | Murashk.                                              | 1926           |
| Diplodia cistina                | Cooke                                                 | 1885           |
| Diplodia citharexyli            | Henn.                                                 | 1908           |
| Diplodia citri                  | Sacc.                                                 | 1876           |
| Diplodia citri                  | Henn.                                                 | 1908           |
| Diplodia citricarpa             | Abdollahz. & Crous                                    | 2016           |
| Diplodia citrina                | Died.                                                 | 1916           |
| Diplodia cladrastidis           | Syd. & P. Syd.                                        | 1900           |
| Diplodia clandestina            | Durieu & Mont.                                        | 1849           |
| Diplodia clematidis             | Sacc.                                                 | 1879           |
| Diplodia clematidis             | Kalchbr. & Cooke                                      | 1880           |
| Diplodia cocculi                | D. Sacc.                                              | 1898           |
| Diplodia cococarpa              | Sacc.                                                 | 1884           |
| Diplodia cocoina                | Syd. & P. Syd.                                        | 1909           |
| Diplodia coffeae                | Henn.                                                 | 1907           |
| Diplodia coffeicola             | Zimm.                                                 | 1902           |
| Diplodia coffeiphila            | Speg.                                                 | 1925           |
| Diplodia coicis                 | Sacc.                                                 | 1914           |
| Diplodia colletiae              | Speg.                                                 | 1898           |
| Diplodia coluteae               | Schnabl                                               | 1892           |
| Diplodia comari                 | Henn.                                                 | 1903           |
| Diplodia compressa              | Cooke                                                 | 1880           |
| Diplodia confluens              | Berk. & Broome                                        | 1850           |
| Diplodia congesta               | Lév.                                                  | 1846           |
| Diplodia consimilis             | Durieu & Mont.                                        | 1849           |
| Diplodia consors                | Berk. & Broome                                        | 1850           |
| Diplodia constricta             | Dearn.                                                | 1916           |
| Diplodia consueloi              | Gonz. Frag.                                           | 1914           |
| Diplodia convolvuli             | Dearn. & House                                        | 1918           |
| Diplodia convolvuli             | Kalymb.                                               | 1962           |
| Diplodia cookei                 | Sacc. & P. Syd.                                       | 1899           |
| Diplodia corchori               | (Desm.) J. Kickx f.                                   | 1867           |
| Diplodia corchori               | Syd. & P. Syd.                                        | 1916           |
| Diplodia corni                  | Westend.                                              | 1857           |
| Diplodia corni                  | Bres. ex Petr.                                        | 1934           |
| Diplodia coronillae             | Brunaud                                               | 1887           |
| Diplodia corticola              | A.J.L. Phillips, A. Alves & J. Luque                  | 2004           |
| Diplodia corydalis              | Murashk.                                              | 1925           |
| Diplodia coryli                 | Fuckel                                                | 1864           |
| Diplodia corylina               | Brunaud                                               | 1887           |
| Diplodia coryphae               | Cooke                                                 | 1885           |
| Diplodia cowdellii              | Berk. & Broome                                        | 1850           |
| Diplodia crassulae              | Cooke & Harkn.                                        | 1885           |
| Diplodia crataegi               | Westend.                                              | 1866           |
| Diplodia crataegicola           | Dissan., Camporesi & K.D. Hyde                        | 2015           |
| Diplodia croatica               | Baudyš & Picb.                                        | 1928           |
| Diplodia crus-galli             | Brunaud                                               | 1886           |
| Diplodia crustacea              | P. Karst.                                             | 1884           |
| Diplodia cucurbitaceae          | Ellis & Langl.                                        | 1890           |
| Diplodia culmorum               | Pat.                                                  | 1887           |
| Diplodia cupressi               | A.J.L. Phillips & A. Alves                            | 2006           |
| Diplodia curreyi                | Sacc. & Roum.                                         | 1884           |
| Diplodia cyanostroma            | Berk. & M.A. Curtis                                   | 1874           |
| Diplodia cycadis                | I. Hino & Katum.                                      | 1964           |
| Diplodia cydoniae               | Schulzer                                              | 1871           |
| Diplodia cydoniae               | Sacc.                                                 | 1881           |
| Diplodia cylindrospora          | Bubák                                                 | 1915           |
| Diplodia cyparissa              | Cooke & Harkn.                                        | 1881           |
| Diplodia cytisi                 | Auersw.                                               | 1863           |
| Diplodia cytosporioides         | Roum.                                                 | 1879           |
| Diplodia cytosporoides          | Roum.                                                 | 1879           |
| Diplodia dalbergiae             | Died.                                                 | 1916           |
| Diplodia daturae                | Sacc.                                                 | 1914           |
| Diplodia decorticata            | Cooke & Ellis                                         | 1878           |
| Diplodia deodarae               | Brunaud                                               | 1886           |
| Diplodia destruens              | McAlpine                                              | 1899           |
| Diplodia deutziae               | Sousa da Câmara                                       | 1949           |
| Diplodia deutziae               | Philim.                                               | 1968           |
| Diplodia diacanthina            | Sacc.                                                 | 1917           |
| Diplodia dianthi                | Ces.                                                  | 1855           |
| Diplodia diospyri               | (Schwein.) Sacc. & Traverso                           | 1910           |
| Diplodia discriminanda          | Pass.                                                 | 1890           |
| Diplodia ditior                 | Sacc. & Roum.                                         | 1882           |
| Diplodia diversa                | Speg.                                                 | 1880           |
| Diplodia diversispora           | Kabát & Bubák                                         | 1912           |
| Diplodia diversispora           | Robak                                                 | 1947           |
| Diplodia doemiae                | S. Ahmad                                              | 1971           |
| Diplodia dorycnea               | Nann.                                                 | 1928           |
| Diplodia dorycnii               | Nann.                                                 | 1927           |
| Diplodia dracaenae              | Henn.                                                 | 1908           |
| Diplodia dracaenicola           | Died.                                                 | 1916           |
| Diplodia drepanocladi           | Racov.                                                | 1959           |
| Diplodia dryadea                | Sacc.                                                 | 1881           |
| Diplodia dulcamarae             | Fuckel                                                | 1870           |
| Diplodia dulcamarae             | Sacc.                                                 | 1883           |
| Diplodia durantae               | V.G. Rao                                              | 1962           |
| Diplodia durionis               | Sacc., Syd. & P. Syd.                                 | 1913           |
| Diplodia edgworthiae            | Sacc.                                                 | 1882           |
| Diplodia egyptiaca              | Tassi                                                 | 1896           |
| Diplodia ehretiae               | S. Ahmad                                              | 1971           |
| Diplodia elaeagni               | Pass.                                                 | 1880           |
| Diplodia elaeophila             | Sacc. & Roum.                                         | 1881           |
| Diplodia elaeospora             | Sacc.                                                 | 1880           |
| Diplodia elastica               | Tassi                                                 | 1900           |
| Diplodia embryopteridis         | Cooke                                                 | 1878           |
| Diplodia empetri                | Fr.                                                   | 1849           |
| Diplodia ephedrae               | Kravtzev                                              | 1961           |
| Diplodia ephedricola            | Gonz. Frag.                                           | 1917           |
| Diplodia epicocos               | Cooke                                                 | 1877           |
| Diplodia equiseti               | I.E. Brezhnev                                         | 1939           |
| Diplodia equisetina             | Morochk.                                              | 1939           |
| Diplodia eriobotryae            | Sacc.                                                 | 1881           |
| Diplodia eriobotryicola         | Gonz.-Domíng., Armengol & A. Alves                    | 2017           |
| Diplodia eritrichi              | Wehm.                                                 | 1964           |
| Diplodia eructans               | (Wallr.) Sacc.                                        | 1884           |
| Diplodia estuarina              | J.A. Osorio, Jol. Roux & Z.W. de Beer                 | 2016           |
| Diplodia eugenioides            | Welsford                                              |                |
| Diplodia euonymi                | Westend.                                              | 1867           |
| Diplodia euonymi                | Fuckel                                                | 1870           |
| Diplodia euphorbiae             | Brunaud                                               | 1882           |
| Diplodia eustaga                | Tassi                                                 | 1900           |
| Diplodia euterpes               | Syd. & P. Syd.                                        | 1909           |
| Diplodia exochordae             | Henn.                                                 | 1900           |
| Diplodia extensa                | Cooke & Harkn.                                        | 1881           |
| Diplodia fabriciae              | Alcalde                                               | 1952           |
| Diplodia faginea                | Fr.                                                   | 1849           |
| Diplodia fairmanii              | Ellis & Everh.                                        | 1904           |
| Diplodia farnesiana             | Sacc.                                                 | 1876           |
| Diplodia fecundissima           | Sacc.                                                 | 1917           |
| Diplodia fibriseda              | Sacc.                                                 | 1881           |
| Diplodia ficina                 | S. Ahmad                                              | 1967           |
| Diplodia fici-religiosae        | S. Ahmad                                              | 1969           |
| Diplodia fici-retusae           | Sawada                                                | 1959           |
| Diplodia fici-septicae          | Tennakoon, C.H. Kuo & K.D. Hyde                       | 2021           |
| Diplodia ficophila              | Schulzer                                              | 1870           |
| Diplodia fissa                  | Durieu & Mont.                                        | 1849           |
| Diplodia foeniculina            | Thüm.                                                 | 1879           |
| Diplodia foliorum               | (Sacc.) Mussat                                        | 1901           |
| Diplodia forsythiae             | Hollós                                                | 1906           |
| Diplodia foucaudii              | Brunaud                                               | 1887           |
| Diplodia frangulae              | Fuckel                                                | 1870           |
| Diplodia fructus-pandani        | Henn.                                                 | 1908           |
| Diplodia fuchsiae               | Cooke & Harkn.                                        | 1885           |
| Diplodia fulvella               | Cooke                                                 | 1878           |
| Diplodia fumanae                | Tóth                                                  | 1961           |
| Diplodia galactis               | Henn.                                                 | 1899           |
| Diplodia gales                  | Sacc., E. Bommer & M. Rousseau                        | 1890           |
| Diplodia gali                   | Gucevič                                               | 1960           |
| Diplodia galiicola              | Dissan., Camporesi & K.D. Hyde                        | 2015           |
| Diplodia gallae                 | (Schwein.) Crous                                      | 2016           |
| Diplodia genistae-tinctoriae    | Gonz. Frag.                                           | 1917           |
| Diplodia genistae-tinctoriae    | Petr.                                                 | 1921           |
| Diplodia germanica              | (Oudem. & Fautrey) Keissl.                            | 1923           |
| Diplodia gigantea               | (Mont.) Lév.                                          | 1846           |
| Diplodia glandicola             | Cooke & Ellis                                         | 1879           |
| Diplodia gleditsiae             | Pass.                                                 | 1883           |
| Diplodia globulosa              | Pass.                                                 | 1875           |
| Diplodia gmelinae               | Henn.                                                 | 1908           |
| Diplodia gossypii               | Zimm.                                                 | 1904           |
| Diplodia grevilleae             | S. Ahmad                                              | 1972           |
| Diplodia grewiae                | Terjajeva                                             | 1962           |
| Diplodia grewiae                | S. Ahmad                                              | 1962           |
| Diplodia grossulariae           | Sacc. & Schulzer                                      | 1884           |
| Diplodia guaranitica            | Speg.                                                 | 1886           |
| Diplodia guayaci                | Gonz. Frag. & Cif.                                    | 1928           |
| Diplodia guayanensis            | Castro-Medina, Úrbez-Torr., Mohali & Gubler           | 2016           |
| Diplodia guineae                | Unamuno                                               | 1930           |
| Diplodia gymnosporiae           | S. Ahmad                                              | 1967           |
| Diplodia gymnosporina           | S. Ahmad                                              | 1971           |
| Diplodia halimodendri           | Murashk.                                              | 1924           |
| Diplodia halimodendri           | Gucevič                                               | 1960           |
| Diplodia halleriae              | Tassi                                                 | 1900           |
| Diplodia haloxyli               | Kravtzev                                              | 1955           |
| Diplodia hamamelidis            | Fairm.                                                | 1909           |
| Diplodia hapiopappi             | Allesch.                                              | 1897           |
| Diplodia hederae                | Fuckel                                                | 1870           |
| Diplodia helianthemi            | Sandu                                                 | 1961           |
| Diplodia hellebori              | Brunaud                                               | 1887           |
| Diplodia henriquesiana          | Traverso & Spessa                                     | 1910           |
| Diplodia henriquesii            | Thüm.                                                 | 1884           |
| Diplodia herbarum               | (Corda) Lév.                                          | 1846           |
| Diplodia herbicola              | Berk. & M.A. Curtis                                   | 1874           |
| Diplodia hesperidica            | Speg.                                                 | 1882           |
| Diplodia heteroclita            | Durieu & Mont.                                        | 1849           |
| Diplodia heteromelina           | Fairm.                                                | 1923           |
| Diplodia heteromorpha           | Westend.                                              | 1857           |
| Diplodia heterospora            | Wehm.                                                 | 1964           |
| Diplodia heufleri               | Schulzer                                              | 1870           |
| Diplodia hibisci                | Henn.                                                 | 1908           |
| Diplodia hibiscina              | Cooke & Ellis                                         | 1878           |
| Diplodia hippophaarum           | Bres.                                                 | 1892           |
| Diplodia hortensis              | Sacc.                                                 | 1907           |
| Diplodia hoveniae               | Petr.                                                 | 1936           |
| Diplodia huaxii                 | Wijayaw., A.J.L. Phillips, Yong Wang bis & K.D. Hyde  | 2016           |
| Diplodia humuli                 | Fuckel                                                | 1863           |
| Diplodia humuli                 | Fuckel                                                | 1864           |
| Diplodia hungarica              | Bubák                                                 | 1907           |
| Diplodia hurae                  | Tassi                                                 | 1899           |
| Diplodia hyoscyamicola          | Bubák & Kabát                                         | 1912           |
| Diplodia hypericina             | Sacc.                                                 | 1881           |
| Diplodia hypoxyloides           | Ellis & Everh.                                        | 1900           |
| Diplodia hyssopi                | Sacc. & Fautrey                                       | 1899           |
| Diplodia ilicicola              | Desm.                                                 | 1838           |
| Diplodia ilicina                | Parisi                                                | 1922           |
| Diplodia incarvilleae           | Thüm.                                                 | 1879           |
| Diplodia indica                 | Died.                                                 | 1916           |
| Diplodia indigoferae            | Brunaud                                               | 1889           |
| Diplodia inocarpi               | Sacc.                                                 | 1918           |
| Diplodia insculpta              | Roum.                                                 | 1879           |
| Diplodia insitiva               | Sacc.                                                 | 1914           |
| Diplodia insularis              | Linald., A. Alves & A.J.L. Phillips                   | 2016           |
| Diplodia intermedia             | A.J.L. Phillips, J. Lopes & Bobev                     | 2012           |
| Diplodia interrogativa          | Thüm. & Pass.                                         | 1879           |
| Diplodia intertrappea           | Varadp. & Sampath                                     | 1981           |
| Diplodia inulae                 | A.C. Santos & Sousa da Câmara                         | 1955           |
| Diplodia ipomoeae               | S. Ahmad                                              | 1971           |
| Diplodia ischaemi               | Pass.                                                 | 1872           |
| Diplodia italica                | Wijayaw., A.J.L. Phillips, Camporesi & K.D. Hyde      | 2016           |
| Diplodia jatrophae              | Henn.                                                 | 1904           |
| Diplodia juglandina             | G.H. Otth                                             | 1869           |
| Diplodia juglandis              | (Fr.) Fr.                                             | 1849           |
| Diplodia julibrissin            | Speg.                                                 | 1879           |
| Diplodia juniperi               | Westend.                                              | 1857           |
| Diplodia kaki                   | Sacc.                                                 | 1915           |
| Diplodia kalopanacis            | Bunkina & Koval                                       | 1964           |
| Diplodia kerensis               | Pass.                                                 | 1886           |
| Diplodia kernsis                | Pass.                                                 | 1886           |
| Diplodia kerriae                | Berk.                                                 | 1867           |
| Diplodia koelreuteriae          | Sacc.                                                 | 1880           |
| Diplodia kravtzevii             | Schwarzman                                            | 1961           |
| Diplodia lablab                 | Sacc.                                                 | 1917           |
| Diplodia lagenariae             | Sacc.                                                 | 1917           |
| Diplodia lagerstroemiae         | Speg.                                                 | 1879           |
| Diplodia laminariana            | G.K. Sutherl.                                         | 1916           |
| Diplodia landolphiae            | Henn.                                                 | 1897           |
| Diplodia langloisii             | Sacc. & P. Syd.                                       | 1899           |
| Diplodia lantanae               | Fuckel                                                | 1870           |
| Diplodia lantanicola            | S. Ahmad                                              | 1967           |
| Diplodia lappulae               | Kalymb.                                               | 1956           |
| Diplodia lathyri                | Lebedeva                                              | 1922           |
| Diplodia laureaia               | Fautrey                                               | 1895           |
| Diplodia laureolae              | Fautrey                                               | 1895           |
| Diplodia laurina                | Sacc.                                                 | 1876           |
| Diplodia laurocerasi            | Westend.                                              | 1857           |
| Diplodia lecanorae              | (Vouaux) Keissl.                                      | 1923           |
| Diplodia lecythea               | (Schwein.) Mussat                                     | 1901           |
| Diplodia leptodactyli           | Earle                                                 | 1905           |
| Diplodia leptospora             | Sacc.                                                 | 1917           |
| Diplodia lichenopsis            | Cooke & Massee                                        | 1887           |
| Diplodia ligniaria              | P. Karst.                                             | 1884           |
| Diplodia lignicola              | Peck                                                  | 1873           |
| Diplodia ligustri               | Westend.                                              | 1864           |
| Diplodia ligustricola           | Girz.                                                 | 1928           |
| Diplodia linariae               | Gonz. Frag.                                           | 1914           |
| Diplodia liriodendri            | Peck                                                  | 1891           |
| Diplodia litseae                | Henn.                                                 | 1898           |
| Diplodia longipedicellata       | T.S. Ramakr. & K. Ramakr.                             | 1950           |
| Diplodia longispora             | Cooke & Ellis                                         | 1876           |
| Diplodia longloisii             | Sacc. & P. Syd.                                       |                |
| Diplodia lonicerae              | Fuckel                                                | 1870           |
| Diplodia lonicerae              | N.P. Golovina                                         | 1960           |
| Diplodia loranthi               | Bres.                                                 | 1910           |
| Diplodia loranthi               | H. Zimm.                                              | 1913           |
| Diplodia lunariae               | Jaap                                                  | 1914           |
| Diplodia lupini                 | Cooke & Harkn.                                        | 1881           |
| Diplodia luteobrunnea           | Wehm.                                                 | 1964           |
| Diplodia lyciella               | Sacc.                                                 | 1882           |
| Diplodia lycii                  | Fuckel                                                | 1870           |
| Diplodia maclurae               | Speg.                                                 | 1879           |
| Diplodia macropyrena            | Tassi                                                 | 1899           |
| Diplodia macrostoma             | Lév.                                                  | 1846           |
| Diplodia maculans               | I. Miyake & Hara                                      | 1910           |
| Diplodia maculata               | Cooke & Harkn.                                        | 1881           |
| Diplodia maculata               | I. Miyake & Hara                                      | 1912           |
| Diplodia maculicola             | G. Winter                                             | 1885           |
| Diplodia magnoliae              | Westend.                                              | 1857           |
| Diplodia magnoliicola           | Brunaud                                               | 1893           |
| Diplodia magnoliigena           | Jayasiri, E.B.G. Jones & K.D. Hyde                    | 2019           |
| Diplodia mahoniae               | Sacc.                                                 | 1879           |
| Diplodia malloti                | S. Ahmad & Arshad                                     | 1972           |
| Diplodia malorum                | Fuckel                                                | 1870           |
| Diplodia mamillana              | Fr.                                                   | 1849           |
| Diplodia mamma                  | Fuckel                                                | 1870           |
| Diplodia mandorei               | Shreem. & Bilgrami                                    | 1972           |
| Diplodia manginii               | Rayss                                                 | 1931           |
| Diplodia mangostanae            | Henn. & E. Nyman                                      | 1899           |
| Diplodia marsdeniae             | Thüm.                                                 | 1874           |
| Diplodia marsdeniae             | Cooke & Massee                                        | 1893           |
| Diplodia marumiae               | Sacc. & Paol.                                         | 1888           |
| Diplodia maura                  | Cooke & Ellis                                         | 1878           |
| Diplodia medicaginis            | Brunaud                                               | 1886           |
| Diplodia medicaginis            | Golovin                                               | 1950           |
| Diplodia melaena                | Lév.                                                  | 1846           |
| Diplodia meliae                 | Tassi                                                 | 1896           |
| Diplodia meliae                 | Ellis & Everh.                                        | 1897           |
| Diplodia mespilana              | Gaja                                                  | 1911           |
| Diplodia mespili                | Hollós                                                | 1910           |
| Diplodia mespilina              | Gaja                                                  | 1911           |
| Diplodia metasequoiae           | Gucevič                                               | 1960           |
| Diplodia micheliae              | Henn.                                                 | 1898           |
| Diplodia microspora             | Berk. & M.A. Curtis                                   | 1874           |
| Diplodia microspora             | ? meliae Sacc. & Roum.                                | 1884           |
| Diplodia mimosae                | S. Ahmad                                              | 1971           |
| Diplodia mimosae-himalayanae    | S. Ahmad                                              | 1971           |
| Diplodia minutissima            | G.H. Otth                                             | 1869           |
| Diplodia moelleriana            | Thüm.                                                 | 1879           |
| Diplodia monsterae              | Verwoerd & Deppenaar                                  | 1930           |
| Diplodia mori                   | Berk.                                                 | 1847           |
| Diplodia mori                   | Chaillet ex Auersw.                                   | 1863           |
| Diplodia mori                   | Westend.                                              | 1864           |
| Diplodia mori                   | Schulzer                                              | 1870           |
| Diplodia moricola               | Cooke & Ellis                                         | 1878           |
| Diplodia morina                 | Syd. & P. Syd.                                        | 1916           |
| Diplodia moringae               | Sacc.                                                 | 1914           |
| Diplodia muehlenbeckiae         | Tassi                                                 | 1896           |
| Diplodia multicarpa             | Peck                                                  | 1891           |
| Diplodia musae                  | Died.                                                 | 1916           |
| Diplodia muscicola              | Racov.                                                | 1959           |
| Diplodia mygindae               | G. Winter                                             | 1884           |
| Diplodia myrsines               | S. Ahmad                                              | 1964           |
| Diplodia myxosporioides         | Sacc.                                                 | 1881           |
| Diplodia nanophyti              | Byzova                                                | 1968           |
| Diplodia negundinis             | Thüm.                                                 |                |
| Diplodia nematospora            | Sacc.                                                 | 1891           |
| Diplodia neojuniperi            | Trakun., L. Lombard & Crous                           | 2014           |
| Diplodia nerii                  | Speg.                                                 | 1879           |
| Diplodia nigricans              | Sacc.                                                 | 1881           |
| Diplodia nitens                 | Sacc., E. Bommer & M. Rousseau                        | 1890           |
| Diplodia noaeae                 | Kalymb.                                               | 1956           |
| Diplodia novae-hollandiae       | Speg.                                                 | 1880           |
| Diplodia nucis                  | Brunaud                                               | 1893           |
| Diplodia nuttalliae             | Dearn.                                                | 1916           |
| Diplodia obiones                | (Grove) Zambett.                                      | 1955           |
| Diplodia oblonga                | Har. & Brunaud                                        | 1891           |
| Diplodia ochromae               | Pat.                                                  | 1889           |
| Diplodia ochrosiae              | Massee                                                | 1901           |
| Diplodia oenocarpi              | Henn.                                                 | 1908           |
| Diplodia oenotherae             | Hollós                                                | 1926           |
| Diplodia officinalis            | Ellis & Everh.                                        | 1895           |
| Diplodia oleae                  | Peglion                                               | 1894           |
| Diplodia oleandri               | Speg.                                                 | 1879           |
| Diplodia olivacea               | McAlpine                                              | 1898           |
| Diplodia olivarum               | A.J.L. Phillips, Frisullo & Lazzizera                 | 2008           |
| Diplodia onobrychidis           | Hollós                                                | 1907           |
| Diplodia oospora                | Berk.                                                 | 1853           |
| Diplodia opuli                  | Pass.                                                 | 1890           |
| Diplodia opuntiae               | Sacc.                                                 | 1881           |
| Diplodia orae-maris             | Linder                                                | 1944           |
| Diplodia orchidis               | T.M. Achundov                                         | 1971           |
| Diplodia organicola             | Rieuf                                                 | 1953           |
| Diplodia oryzae                 | I. Miyake                                             | 1910           |
| Diplodia oryzina                | Hara                                                  | 1959           |
| Diplodia osteospora             | Tassi                                                 | 1900           |
| Diplodia ostryae                | Syd. & P. Syd.                                        | 1910           |
| Diplodia osyridis               | (Castagne) Har. & Briard                              | 1891           |
| Diplodia otthiana               | Allesch.                                              | 1901           |
| Diplodia oudemansii             | Sacc. & P. Syd.                                       | 1899           |
| Diplodia oxalidis               | Tassi                                                 | 1901           |
| Diplodia oxylobii               | Henn.                                                 | 1898           |
| Diplodia oxystelmatis           | S. Ahmad                                              | 1971           |
| Diplodia padi                   | Brunaud                                               | 1882           |
| Diplodia padina                 | Sacc.                                                 | 1883           |
| Diplodia palinarum              | E. Bommer & M. Rousseau                               | 1884           |
| Diplodia paliuri                | Becc.                                                 | 1882           |
| Diplodia palmicola              | Thüm.                                                 | 1879           |
| Diplodia panacis                | (Fr.) Cooke                                           | 1888           |
| Diplodia pandani                | Tassi                                                 | 1899           |
| Diplodia papayae                | Thüm.                                                 | 1879           |
| Diplodia paradisiaca            | (Mont.) Wollenw.                                      | 1943           |
| Diplodia parkinsoniae           | Speg.                                                 | 1880           |
| Diplodia passiflorae            | Penz. & Sacc.                                         | 1884           |
| Diplodia patellaris             | (Wallr.) Mont.                                        | 1902           |
| Diplodia paulowniae             | Cooke                                                 | 1885           |
| Diplodia paupercula             | Berk. & Broome                                        | 1874           |
| Diplodia paupercula             | Berk. & Broome ex Sacc.                               | 1884           |
| Diplodia pedilanthi             | Syd. & P. Syd.                                        | 1916           |
| Diplodia pellica                | Ces.                                                  | 1882           |
| Diplodia pentatropidis          | S. Ahmad                                              | 1969           |
| Diplodia periglandis            | Cooke & Harkn.                                        | 1881           |
| Diplodia periplocae             | Berl. & Bres.                                         | 1889           |
| Diplodia peristrophes           | S. Ahmad                                              | 1962           |
| Diplodia perseana               | Delacr.                                               | 1905           |
| Diplodia persicae               | Sacc.                                                 | 1881           |
| Diplodia persicina              | (Berk. & M.A. Curtis) Grove                           | 1919           |
| Diplodia petiolaris             | Peck                                                  | 1873           |
| Diplodia petiolorum             | Sacc.                                                 | 1881           |
| Diplodia phellodendri           | H. Zimm.                                              | 1909           |
| Diplodia philadelphi            | Celotti                                               | 1887           |
| Diplodia phillyreae             | Jaap                                                  | 1916           |
| Diplodia philodendri            | Tassi                                                 | 1899           |
| Diplodia phloeospora            | Sacc. & Traverso                                      | 1910           |
| Diplodia phoenicicola           | Speg.                                                 | 1910           |
| Diplodia photiniae              | Speg.                                                 | 1879           |
| Diplodia photiniae              | Sacc.                                                 | 1881           |
| Diplodia photiniicola           | Brunaud                                               | 1886           |
| Diplodia phyllactiniae          | Cooke & Harkn.                                        | 1885           |
| Diplodia phyllarthri            | Tassi                                                 | 1896           |
| Diplodia phyllodii              | Cooke & Harkn.                                        | 1881           |
| Diplodia phyllostictae          | Cooke                                                 | 1877           |
| Diplodia pinnarum               | Pass.                                                 | 1849           |
| Diplodia pistaciae              | Berl. & Bres.                                         | 1889           |
| Diplodia pithecellobii          | Died.                                                 | 1916           |
| Diplodia pittospori             | Cooke & Harkn.                                        | 1884           |
| Diplodia platani                | Sacc.                                                 | 1884           |
| Diplodia platanicola            | Sacc.                                                 | 1908           |
| Diplodia platyclinis            | Verpl.                                                |                |
| Diplodia plumbaginis            | Politis                                               | 1935           |
| Diplodia polyalthiicola         | V.G. Rao & B.R.D. Yadav                               | 1995           |
| Diplodia polygoni               | Ruhland                                               | 1900           |
| Diplodia polygoni-baldschuanici | Sandu, A. Lazǎr & Hatmanu                             | 1962           |
| Diplodia polygoni-bucharici     | Schwarzman                                            | 1968           |
| Diplodia polygonicola           | Hollós                                                | 1907           |
| Diplodia polygonicola           | Peck                                                  | 1912           |
| Diplodia polymorpha             | De Not.                                               | 1845           |
| Diplodia populina               | Fuckel                                                | 1870           |
| Diplodia porlieriae             | Nann.                                                 | 1931           |
| Diplodia potentillae            | Schwarzman                                            | 1968           |
| Diplodia poterii                | Politis                                               | 1935           |
| Diplodia preussii               | Sacc.                                                 | 1884           |
| Diplodia profusa                | De Not.                                               | 1845           |
| Diplodia prosopidina            | S. Ahmad                                              | 1967           |
| Diplodia pruni                  | Fuckel                                                | 1870           |
| Diplodia pruni                  | Ellis & Barthol.                                      | 1897           |
| Diplodia prunicola              | S. Ahmad                                              | 1971           |
| Diplodia pseudodiplodia         | Fuckel                                                | 1864           |
| Diplodia pseudoplatani          | Wijayaw., A.J.L. Phillips, Bhat & K.D. Hyde           | 2016           |
| Diplodia pseudoseriata          | C.A. Pérez, Blanchette, Slippers & M.J. Wingf.        | 2009           |
| Diplodia psidii                 | S. Ahmad                                              | 1967           |
| Diplodia psidii                 | Shreem. & Panwar                                      | 1972           |
| Diplodia psoraleae              | G. Boyer & Jacz.                                      | 1887           |
| Diplodia pteleae                | Hollós                                                | 1906           |
| Diplodia pterocaryae            | Gucevič                                               | 1960           |
| Diplodia puerariae              | Barthol.                                              | 1911           |
| Diplodia punctata               | (DC.) Lév.                                            | 1849           |
| Diplodia punctipetiola          | Cooke                                                 |                |
| Diplodia punicae                | Brunaud                                               | 1882           |
| Diplodia pustulata              | Lév.                                                  |                |
| Diplodia pyrenophora            | (Berk. ex Sacc.) Crous & M.E. Palm                    | 1999           |
| Diplodia pyri                   | Ellis & G. Martin                                     | 1882           |
| Diplodia pyri                   | Tao Yang & Crous                                      | 2016           |
| Diplodia pyricola               | Speg.                                                 | 1921           |
| Diplodia pyriformis             | Preuss                                                | 1853           |
| Diplodia quercella              | Sacc. & Penz.                                         | 1882           |
| Diplodia quercicola             | M. Pan & X.L. Fan                                     | 2019           |
| Diplodia quercivora             | Linald. & A.J.L. Phillips                             | 2013           |
| Diplodia rabatica               | Rieuf & Teasca                                        | 1970           |
| Diplodia radicalis              | Sacc.                                                 | 1883           |
| Diplodia radicicola             | (Sacc.) Mussat                                        | 1901           |
| Diplodia radicina               | Cooke & Ellis                                         | 1878           |
| Diplodia radiciperda            | Thüm.                                                 | 1877           |
| Diplodia radula                 | Berk. & Broome                                        | 1873           |
| Diplodia ramulicola             | (Sacc.) Mussat                                        | 1901           |
| Diplodia rapax                  | Massee                                                | 1910           |
| Diplodia ravenelii              | Sacc.                                                 | 1880           |
| Diplodia recifensis             | Bat.                                                  | 1947           |
| Diplodia rehmii                 | Bäumler                                               | 1885           |
| Diplodia rhamni                 | Jaap                                                  | 1914           |
| Diplodia rhamni-alaterni        | Grognot                                               | 1879           |
| Diplodia rheae                  | Cooke                                                 |                |
| Diplodia rhizogena              | Ellis & Barthol.                                      | 1897           |
| Diplodia rhizophila             | Syd. & P. Syd.                                        | 1916           |
| Diplodia rhododendri            | Bellynck                                              | 1857           |
| Diplodia rhodophila             | Pass.                                                 | 1891           |
| Diplodia rhodotypi              | Hollós                                                | 1907           |
| Diplodia rhoina                 | Cooke & Harkn.                                        | 1880           |
| Diplodia rhois                  | Sacc.                                                 | 1877           |
| Diplodia ricinella              | Sawada                                                | 1959           |
| Diplodia rodei                  | Mahab.                                                | 1969           |
| Diplodia rosacearum             | S. Giambra, A. Alves, Armengol & Burruano             | 2016           |
| Diplodia rosae                  | Westend.                                              | 1859           |
| Diplodia rosaecarpa             | Cooke                                                 | 1883           |
| Diplodia rosarum                | Fr.                                                   | 1849           |
| Diplodia rosmarini              | Celotti                                               | 1887           |
| Diplodia rosmarini              | Pass.                                                 | 1888           |
| Diplodia rosulata               | Gure, Slippers & Stenlid                              | 2005           |
| Diplodia roumeguerei            | Sacc.                                                 | 1880           |
| Diplodia rubi                   | Fr.                                                   | 1849           |
| Diplodia rubicola               | Sacc.                                                 | 1878           |
| Diplodia rudis                  | Desm.                                                 | 1849           |
| Diplodia rumicina               | S. Ahmad                                              | 1971           |
| Diplodia ruticola               | Thüm.                                                 | 1877           |
| Diplodia saccardoana            | Tassi                                                 | 1896           |
| Diplodia saccharicola           | Pavgi & U.P. Singh                                    | 1965           |
| Diplodia saccharina             | S. Ahmad                                              | 1971           |
| Diplodia sacchari-spontanei     | S. Ahmad                                              | 1971           |
| Diplodia sahnii                 | Singhai                                               | 1974           |
| Diplodia salicella              | Sacc.                                                 | 1881           |
| Diplodia salicina               | Lév.                                                  | 1846           |
| Diplodia salvadorina            | S. Ahmad                                              | 1951           |
| Diplodia salviae                | Hollós                                                | 1926           |
| Diplodia sambuci                | Bondartsev                                            | 1921           |
| Diplodia sambuci                | Tehon & E.Y. Daniels                                  | 1927           |
| Diplodia sambucina              | Sacc.                                                 | 1881           |
| Diplodia sansevieriae           | Syd. & P. Syd.                                        | 1916           |
| Diplodia sapii                  | Speg.                                                 | 1880           |
| Diplodia sarajevensis           | Picb.                                                 | 1933           |
| Diplodia sarocococcae           | S. Ahmad                                              | 1971           |
| Diplodia sarothamni             | Cooke & Harkn.                                        | 1884           |
| Diplodia sarothamni             | Oudem.                                                | 1884           |
| Diplodia saxauli                | Kravtzev                                              | 1955           |
| Diplodia scabra                 | Fuckel                                                | 1870           |
| Diplodia scabrosa               | Westend.                                              | 1861           |
| Diplodia scheidweileri          | (Westend.) Sacc.                                      | 1881           |
| Diplodia scoparii               | Petr.                                                 | 1924           |
| Diplodia scorzonerae            | Pass.                                                 | 1887           |
| Diplodia scrobiculata           | J. de Wet, Slippers & M.J. Wingf.                     | 2003           |
| Diplodia seaforthiae            | Henn.                                                 | 1898           |
| Diplodia sedicola               | Cooke & Harkn.                                        | 1881           |
| Diplodia segapelii              | Scalia                                                | 1900           |
| Diplodia segapelli              | Scalia                                                | 1900           |
| Diplodia seriata                | De Not.                                               | 1845           |
| Diplodia shearii                | Petr.                                                 | 1953           |
| Diplodia sicula                 | Scalia                                                | 1901           |
| Diplodia sideritidis            | Mítítíuc & Manoliu                                    | 1976           |
| Diplodia siliquastri            | Westend.                                              | 1864           |
| Diplodia simmonsii              | Rostr.                                                | 1906           |
| Diplodia siphonis               | Henn.                                                 | 1903           |
| Diplodia sipolisiae             | Henn.                                                 | 1895           |
| Diplodia smilacella             | Nann.                                                 | 1928           |
| Diplodia smilacina              | Berk.                                                 | 1877           |
| Diplodia solani                 | Pass.                                                 | 1875           |
| Diplodia solanicola             | Sacc.                                                 | 1914           |
| Diplodia sophorae               | Speg.                                                 | 1879           |
| Diplodia sophorae               | Sacc.                                                 | 1881           |
| Diplodia sorbi                  | Sacc.                                                 | 1879           |
| Diplodia sparsa                 | Fuckel                                                | 1870           |
| Diplodia spartii                | Castagne                                              | 1892           |
| Diplodia spegazziniana          | Roum. & Sacc.                                         | 1882           |
| Diplodia sphaerospora           | (Petr.) J.A. Stev.                                    | 1975           |
| Diplodia spirae                 | Sacc.                                                 | 1884           |
| Diplodia spiraeae               | Thüm.                                                 | 1877           |
| Diplodia spurca                 | (Wallr.) Sacc.                                        | 1884           |
| Diplodia stachydis              | Politis                                               | 1935           |
| Diplodia staphyleae             | Sacc. & Penz.                                         | 1882           |
| Diplodia stenocarpi             | Tassi                                                 | 1900           |
| Diplodia stenospora             | Berk. & M.A. Curtis                                   | 1874           |
| Diplodia sterculiae             | G. Winter                                             | 1886           |
| Diplodia stevenii               | Gucevič                                               | 1968           |
| Diplodia styracis               | Tassi                                                 |                |
| Diplodia subcuticularis         | Dearn. & House                                        | 1918           |
| Diplodia suberina               | Durieu & Mont.                                        | 1849           |
| Diplodia subglobata             | (Preuss) Sacc.                                        | 1884           |
| Diplodia subglobosa             | A.J.L. Phillips, Deidda & Linald.                     | 2014           |
| Diplodia subseriata             | Tassi                                                 | 1897           |
| Diplodia subtecta               | Fr.                                                   | 1849           |
| Diplodia subterranea            | Ellis & Barthol.                                      | 1896           |
| Diplodia subtilis               | Bonord.                                               | 1864           |
| Diplodia suttonii               | S. Ahmad                                              | 1962           |
| Diplodia sycina                 | Mont.                                                 | 1851           |
| Diplodia sydowiana              | Allesch.                                              | 1897           |
| Diplodia symphoricarpi          | Sacc.                                                 | 1878           |
| Diplodia symphoricarpi          | Cooke & Harkn.                                        | 1881           |
| Diplodia synedrellae            | Sacc.                                                 | 1913           |
| Diplodia syriaca                | Sacc.                                                 | 1878           |
| Diplodia syringae               | Auersw.                                               | 1870           |
| Diplodia tagetis-erectae        | V.G. Rao                                              | 1963           |
| Diplodia tamaricina             | Sacc.                                                 | 1884           |
| Diplodia tamaricis              | Rabenh.                                               | 1873           |
| Diplodia tarentina              | Pass.                                                 | 1890           |
| Diplodia taxi                   | (Sowerby) De Not.                                     | 1845           |
| Diplodia tecomae                | Pass.                                                 | 1877           |
| Diplodia tecomae                | Cooke                                                 | 1878           |
| Diplodia tecta                  | Berk. & Broome                                        | 1850           |
| Diplodia tenuis                 | Cooke & Harkn.                                        | 1881           |
| Diplodia teucrii                | Gonz. Frag.                                           | 1914           |
| Diplodia thalassia              | N.J. Artemczuk                                        | 1980           |
| Diplodia theae-sinensis         | S.Q. Liu & T.Q. Li                                    | 1988           |
| Diplodia thesii                 | Wehm.                                                 | 1964           |
| Diplodia thevetiae              | Tassi                                                 |                |
| Diplodia thorniana              | W.R. Gerard                                           | 1873           |
| Diplodia thujae                 | Sacc.                                                 | 1880           |
| Diplodia thujana                | Peck & Clinton                                        | 1878           |
| Diplodia thymeteae              | Pat.                                                  | 1897           |
| Diplodia thymi                  | Deeva                                                 | 1968           |
| Diplodia thyoidea               | Cooke & Ellis                                         | 1876           |
| Diplodia tiliae                 | Fuckel                                                | 1870           |
| Diplodia tini                   | Sacc.                                                 | 1881           |
| Diplodia togashiana             | Syd.                                                  | 1936           |
| Diplodia torilicola             | Harishchandra, Camporesi, A.J.L. Phillips & K.D. Hyde | 2020           |
| Diplodia torreyae               | Gucevič                                               | 1960           |
| Diplodia torreyae-californicae  | Sandu                                                 | 1964           |
| Diplodia trachelospermi         | Tassi                                                 | 1898           |
| Diplodia tragiae                | Massee                                                | 1899           |
| Diplodia traversoana            | Sousa da Câmara                                       | 1916           |
| Diplodia trevoae                | Speg.                                                 | 1910           |
| Diplodia truncata               | Lév.                                                  | 1846           |
| Diplodia tsugae                 | (A. Funk) A.J.L. Phillips & A. Alves                  | 2012           |
| Diplodia tulipiferae            | Died.                                                 | 1906           |
| Diplodia tumefaciens            | (Shear) Zalasky                                       | 1964           |
| Diplodia typhina                | Sacc. & P. Syd.                                       | 1902           |
| Diplodia ulcinjensis            | Bubák                                                 | 1906           |
| Diplodia ulicis                 | Sacc. & Speg.                                         | 1878           |
| Diplodia ulmi                   | Fuckel                                                | 1864           |
| Diplodia ulmi                   | Dearn.                                                | 1916           |
| Diplodia umbellulariae          | Ellis & Everh.                                        | 1895           |
| Diplodia unedinis               | Brunaud                                               | 1882           |
| Diplodia unedonis               | Brunaud                                               | 1882           |
| Diplodia uredinicola            | Desm.                                                 | 1850           |
| Diplodia ureniana               | Sacc.                                                 | 1917           |
| Diplodia uvariae                | Gonz. Frag.                                           | 1917           |
| Diplodia uvulariae              | Davis                                                 | 1915           |
| Diplodia vaccinii               | Berl. & Roum.                                         | 1887           |
| Diplodia valsoides              | Peck                                                  | 1873           |
| Diplodia veratri                | Earle                                                 | 1905           |
| Diplodia verbenacea             | Har. & Briard                                         | 1890           |
| Diplodia veronicae              | Fautrey                                               | 1891           |
| Diplodia viburnicola            | Brunaud                                               | 1885           |
| Diplodia viciae                 | Schembel                                              | 1913           |
| Diplodia vignae                 | Sacc.                                                 | 1905           |
| Diplodia vincae                 | Sacc. & G. Winter                                     | 1884           |
| Diplodia vincaecola             | Brunaud                                               | 1886           |
| Diplodia virginiana             | Cooke & Ravenel                                       | 1882           |
| Diplodia visci                  | J. Kickx f.                                           | 1867           |
| Diplodia vulgaris               | Lév.                                                  | 1846           |
| Diplodia warburgiana            | Reichert                                              | 1921           |
| Diplodia watsoniana             | Tassi                                                 | 1900           |
| Diplodia weigelae               | Sacc.                                                 | 1908           |
| Diplodia wisteriae              | Brunaud                                               | 1878           |
| Diplodia withaniae              | S. Ahmad                                              | 1951           |
| Diplodia wurthii                | Koord.                                                | 1907           |
| Diplodia xanthii                | S. Ahmad                                              | 1967           |
| Diplodia xanthoceratis          | Gucevič                                               | 1960           |
| Diplodia yerbae                 | Speg.                                                 | 1908           |
| Diplodia yuccae                 | Westend.                                              | 1857           |
| Diplodia zanthoxyli             | Henn.                                                 | 1902           |
| Diplodia zanthoxyli             | S. Ahmad                                              | 1964           |
| Diplodia zeae                   | Van der Byl                                           | 1916           |
| Diplodia zebrina                | Petch                                                 | 1906           |
| Diplodia zeicola                | Saccas                                                | 1951           |
| Diplodia zeylanica              | Tassi                                                 | 1900           |
| Diplodia ziziphina              | S. Ahmad                                              | 1962           |
| Diplodia zygophylli             | Kalymb.                                               | 1956           |